# Almora
Almora é uma banda de metal sinfônico da Turquia, fundada na cidade de Istambul em 2001. A banda apresenta uma mistura sonora de hard rock com elementos da musica folclórica turca, além das orquestrações sinfônicas. É um solo projeto musical do turco Soner Canözer.

## Historia
Almora foi fundada em 2001 como um solo projeto musical do Turco Soner Canözer. Após o lançamento do EP  Standing Still & Cyrano, eles gravaram seu primeiro álbum, Gates of Time em 2002, pela gravadora Zihni Müzik. O seguinte álbum,Kalihora's Song foi lançado em 2003 trazendo uma grande notoriedade para o grupo.
O lançamento do terceiro álbum, Shehrâzad, em 2004, recebeu criticas positivas e trouxe um reconhecimento internacional para banda. O jornal "Milliyet" e a revista "Blue Jean Magazine" afirmaram que o álbum era um dos cinco melhores de rock da Turquia. Curiosamente, no Japão vendeu bastante, sendo que duas canções foram incluídas no musical Jazzy Fairies/Revue of Dreams por um grupo popular de teatro no Japão, chamado Takarazuka Revue.
Em 2006 a banda lançou o seu quarto Álbum; 1945, colaborados pelo tenor de ópera turco Hakan Aysef. Em 2008 lançaram outro álbum, Kiyamet Senfonisi, com participação especial de Ogün Sanlısoy.

## Membros
- Soner Canözer – guitarra (2001–presente)

## Discografia
- Standing Still & Cyrano EP (2002)
- Gates of Time (2002)
- Kalihora's Song (2003)
- Shehrâzad (2004)
- 1945 (2006)
- Kiyamet Senfonisi (2008)

## ligaçoes externas
- Official website
- Official MySpace Page